# Salaria basilisca
Salaria basilisca és una espècie de peix de la família dels blènnids i de l'ordre dels perciformes.
Poden assolir 18 cm de longitud total. És ovípar. És un peix marí de clima subtropical. Es troba a la mar Adriàtica a Tunísia i Turquia.